# SIG P210
SIG P210 je poloautomatická pistole navržená a vyráběná společností Swiss Arms AG dnes SIG Sauer ve městě Neuhausen am Rheinfall v kantonu Schaffhausen, Švýcarsko. Byla užívána od roku 1949 do roku 1975 v ozbrojených silách Švýcarska, od roku 1951 v německé policii a varianta M/49 byla od roku 1949 ve výzbroji Dánské královské armády. V těchto zemích byla pistole nahrazena modelem SIG P220 (Podle značení švýcarské armády Pistole 75). Přes své nahrazení modelem P220 je stále model P210 považován za nejzdařilejší a jeho současná cena na sběratelském trhu je kolem 2000 €.

## Technické údaje
Pistole je vyrobena celá z oceli a existuje v rážích 9 mm Luger, 7,65 × 21 mm Parabellum a .22 Long Rifle. Zásobník má kapacitu 8 nábojů. Celková délka pistole je 215 mm a délka samotné hlavně je 120 mm. Pistole má manuální pojistku spouště, ale nelze ji nosit zároveň nataženou a zajištěnou. Toto je typický znak pistolí SIG Sauer. Samotná pistole je vyrobena z vysoce kvalitní oceli, ale je značně drahá.

## Varianty pistole
Pistole byla vyráběna v mnoha variantách. Celkem bylo vyrobeno více než 350 000 kusů této zbraně. Je známo asi 11 variant, které se liší svojí ráží a zpracováním. Pistole nesou sériové označení začínající buď na P určené pro civilní trh, A pro švýcarskou armádu a D pro německou Spolkovou ochranu hranic. Existují i série pro Dánsko a Německo, které mají své speciální značení.

## Uživatelé
- Dánsko - varianta M/1949
- Německo - varianta D
- Švýcarsko - varianta A, označení švýcarské armády Pistole 49)